# Stanko Guldescu
Stanko Guldescu (Trst, 1908. − Fayetteville, Sjeverna Karolina, 1990.) je hrvatsko-američki povjesničar.

## Životopis
Rodio se je u Trstu 1908. godine. U Zagrebu i Madridu je studirao povijest. Studij je završio poslije drugog svjetskog rata. U SAD-u je doktorirao. Bavio se poviješću srednje i istočne Europe. Predavao na više sveučilišta. Pisac brojnih znanstvenih i stručnih članaka. Pristaša iranske teorije o podrijetlu Hrvata. Zajedno sa skupinom hrvatskih autora napisao je knjigu o bleiburškoj tragediji Operation Slaughterhouse, u kojoj procjenjuje broj ubijenih hrvatskih državljana po svršetku Drugog svjetskog rata na 600.000. Knjizi je predgovor sastavio američki general Charles A. Willoughby, koji je od početka 1960. pratio rad Odbora za istraživanje bleib. tragedije u Chicagu. Vrhunac znanstvenog odjeka te knjige bio je Simpozij o bleiburškoj tragediji koji je održan u Clevelandu početkom lipnja 1963. godine, na kojem su nastupila četvorica američkih profesora (Guldescu, O'Connor (bivši povjerenik za useljenike u vladi predsjednika Trumana i njegov suradnik), McAdams i Skertić) i petorica profesora rodom Hrvata (Bombelles, Duraković, Omrčanin, Prpić i Prcela). U novom izdanju te knjige objavljena je Rezolucija, a u pogovoru su reakcije State Departmenta na tu knjigu.

## Djela
Važnija djela:
- General Rafael Maroto and the Carlist War of 1833-40, 1953.
- Operation Slaughterhouse:  ― Eyewitness Accounts of Postwar Massacres in Yugoslavia (ur.; ur. i autor John Prcela), Philadelphia, 1970. (2. izd. 1995.), ISBN 978-0805937374 ISBN 0805937374
- History of Medieval Croatia, 1964.
- The Croatian-Slavonian Kingdom, 1526-1792 (Studies in European History, No 21), Haag, 1970.[7]

Suradnik na enciklopedijskom projektu Croatia: Land, People, Culture. Guldescuov Pregled hrvatske povijesti uvršten je u knjigu Hrvatski holokaust.

## Vanjske poveznice
- History of Medieval Croatia. Part I: Croatian Prehistory (eng.)
- LZMK  Arhivirana inačica izvorne stranice od 13. siječnja 2015. (Wayback Machine), Hrvatska revija, članci u svezi sa Stankom Guldescuom